# 342e régiment d'infanterie territoriale
Le 342e régiment d'infanterie territoriale est un régiment d'infanterie de l'armée de terre française qui a participé à la Première Guerre mondiale.

## Création et différentes dénominations
- 15 mai 1915 : création à Bayonne du 342e régiment d'infanterie territoriale
- 1er mai 1916 : dissolution

## Chefs de corps
- 15 mai 1915 - 24 mars 1916 : lieutenant-colonel Duvot
- 25 mars - 25 avril 1916 : lieutenant-colonel Hervouet de la Robrie

## Historique des garnisons, combats et batailles

### Première Guerre mondiale

#### Affectations
- 102e Division d'Infanterie Territoriale de mai 1915 à mai 1916

#### 1915
- 15 - 31 mai : constitution à Bayonne, puis mouvement au camp de La Courtine.
- 1er - 20 juin : instruction.
- 20 - 27 juin : le régiment quitte Felletin, mouvement par V.F. dans la région de Plaisir.
- 27 juin - 30 août : cantonnement dans les régions de Plaisir, de Neauphle-le-Château et de Jouars-Pontchartrain.
- 30 août - 15 septembre : mouvement vers Juvisy-sur-Orge, pour atteindre le 15 septembre Cressonsacq.
- 15 - 27 septembre : travaux de tranchées dans les régions de Cernoy, de Fouilleuse.
- 28 septembre - 25 octobre : mouvement vers le front ; à partir du 2 octobre, occupation d'un secteur du front vers Dancourt-Popincourt et Tilloloy.

12, 13, 21 et 23 octobre : violents bombardements allemands.
- 25 octobre - novembre : retrait du front, mouvement par V.F. dans la région d'Amiens, vers Beaumont-Hamel, Sailly-le-Sec, travaux dans la zone anglaise du front.
- novembre 1915 - février 1916 : occupation de la ligne Méricourt-sur-Somme, Beaumont-Hamel, Sailly-le-Sec, Lamotte-Warfusée, travaux de tranchées.

#### 1916
- février - avril : le 3e bataillon est détaché pour des travaux de voies ferrées dans la région de Moreuil.
- 1er mai : le régiment est dissous.

## Drapeau
Il ne porte aucune inscription :